# 極東ゴム
極東ゴム株式会社（きょくとうゴム）は、大阪府堺市に本社を置くゴム・パイプ製品の開発・生産を行う企業。

## 概要
- 所在：大阪府堺市堺区南島町4-17
- 設立：1921年12月20日
- 資本金：26,300,000円

## 関連企業
- 広島極東ゴム株式会社